# Pěšky městem
Pěšky městem (do roku 2020 Pražské matky) je český spolek zaměřený na zlepšování životního prostředí, veřejného prostoru města a podmínek pro pěší, a to převážně v Praze. Historie organizace začala demonstrací 29. května 1989, kdy skupina pražských matek u příležitosti v Praze pořádané konference ministrů životního prostředí sepsala petici, získala pod ni v ulicích zhruba 400 podpisů a doručila tuto petici na konferenci. Hlavním cílem bylo získat informace o smogové zátěži, které režim svým občanům neposkytoval. Zakladatelkami Pražských matek byly například Jarmila Johnová a Rut Kolínská. Od října 2020 používá organizace název Pěšky městem.
Mezi hlavní aktivity patří program Bezpečné cesty do školy a osvětová kampaň Pěšky do školy a projekt Chodci sobě.
Za více než 30 let své existence dosáhla organizace mnoha úspěchů,  systémových změn a  konkrétních stavebních úprav, které zlepšily životní prostředí a každodenní situaci chodců. Od 90. let 20. stol se podílela na vytváření ekologické legislativy, iniciovala omezení rychlosti v obcích na 50 km/h, prosadila zakotvení přednosti pro chodce na přechodech do zákona o provozu na pozemních komunikacích (zákon č. 361/2000 Sb., § 5 – odst. (2), písm. f, g) a jeho prováděcí vyhlášky. V roce 2009 se Pražské matky spolu se sdruženími Oživení a Auto*Mat zasadily o obnovení  63 nesignalizovaných přechodů v místech s provozem tramvají .
Od r. 2012 provozuje organizace portál Chodci sobě, jehož prostřednictvím mohou pražští chodci upozornit odpovědné představitele veřejné správy i své spoluobčany na problémy, se kterými se setkávají na svých cestách městem. Projekt usiluje o zviditelnění potřeb pražských chodců, o zprostředkování oboustranné komunikace a díky vizualizaci a kategorizaci podnětů i o možnost jejich efektivnějšího a komplexnějšího řešení.